# Yousef Mirza Bani Hammad
Yousef Mirza Bani Hammad, nascido a 8 de outubro de 1988 em Corfação, é um ciclista emirati. Estreiou como profissional em 2009 e atualmente milita nas fileiras do conjunto UAE Team Emirates. É irmão de Badr Mirza, também ciclista profissional.

## Palmarés

### Estrada
| 2008 - 3º no Campeonato dos Emirados Árabes Contrarrelógio - 3º no Campeonato dos Emirados Árabes em Estrada 2009 - 2º no Campeonato dos Emirados Árabes em Estrada 2010 - Campeonato dos Emirados Árabes em Estrada 2011 - Campeonato dos Emirados Árabes Contrarrelógio 2012 - Campeonato dos Emirados Árabes Contrarrelógio - Sharjah Tour, mais 2 etapas - 1 etapa do Tour de Ijen - 2º no Campeonato dos Emirados Árabes em Estrada 2013 - Campeonato dos Emirados Árabes em Estrada - 1 etapa do Sharjah Tour - Tour de Al Zubarah, mais 2 etapas - 2º no Campeonato dos Emirados Árabes Contrarrelógio 2014 - Campeonato dos Emirados Árabes em Estrada - Campeonato dos Emirados Árabes Contrarrelógio - 2 etapas do Tour de Al Zubarah | 2015 - Campeonato dos Emirados Árabes em Estrada - 2º no Campeonato Asiático em Estrada - 3º no Campeonato dos Emirados Árabes Contrarrelógio 2016 - Campeonato dos Emirados Árabes em Estrada - Campeonato dos Emirados Árabes Contrarrelógio - 1 etapa da Volta à Tunísia 2017 - 2º no Campeonato Asiático em Estrada - Campeonato dos Emirados Árabes Contrarrelógio - Campeonato dos Emirados Árabes em Estrada 2018 - Campeonato Asiático em Estrada - Campeonato dos Emirados Árabes em Estrada - Campeonato dos Emirados Árabes Contrarrelógio 2019 - Campeonato dos Emirados Árabes Contrarrelógio - Campeonato dos Emirados Árabes em Estrada - 1 etapa do Tour do Egipto |

### Pista
2015
- 2º no Campeonato Asiático em Pontuação

2017
- 3º no Campeonato Asiático em Pontuação